# Lamminjärvi (sjö i Kyrkslätt, Nyland)
Lamminjärvi är en sjö i kommunen Kyrkslätt i landskapet Nyland i Finland. Sjön ligger 49,9 meter över havet. Den är 4,43 meter djup. Arean är 34 hektar och strandlinjen är 2,7 kilometer lång. Sjön  ingår i Finska vikens kustområde.   Den ligger omkring 30 km väster om Helsingfors. 
Lamminjärvi ligger i tätorten Veikkola.